# Edme Joachim Bourdois de La Motte
 (novembre 2023).
Si vous disposez d'ouvrages ou d'articles de référence ou si vous connaissez des sites web de qualité traitant du thème abordé ici, merci de compléter l'article en donnant les références utiles à sa vérifiabilité et en les liant à la section « Notes et références ».
Edme Joachim Bourdois de La Motte (14 septembre 1754 - Joigny ✝ 7 décembre 1835 - Paris), était un médecin français des XVIIIe et XIXe siècles.

## Biographie
Edme-Joachim Bourdois de Lamotte naquit le 14 septembre 1754 à Joigny, petite ville de l'ancienne province de Champagne, comprise aujourd'hui dans le département de l'Yonne. On cultivait depuis longtemps dans sa famille les lettres et les sciences. Un de ses ancêtres avait écrit l'histoire de Joigny.
Son père était un médecin fort éclairé, et de plus un fort honnête homme. Ce dernier fit part à l'Académie des sciences d'une observation curieuse quoique assez peu rare, celle d'un fœtus humain endurci et desséché qu'une femme avait porté vingt-deux années. Il avait analysé les eaux d'Écharlis et les eaux de Neuilly ; les premières analogues aux eaux de Spa, les secondes aux eaux de Forges. La Société royale l'avait mis au nombre de ses correspondants ; et Vicq-d'Azyr l'honora d'un éloge public.
Bourdois de Lamotte choisit d'être médecin comme son père. Après des études au collège d'Auxerre (c'est à cette époque qu’il voit Jean-Jacques Rousseau en prière dans la cathédrale et s’éprend des idées des Lumières) Edme Joachim gagne Paris avec sa maîtrise des arts. Faisant sa médecine, il se lia intimement avec Corvisart : tous deux, pauvres étudiants, partageaient une étroite mansarde.
Il devait obtenir en sept ans sa licence de docteur en médecine après une suite d’examens réputés sévères en 1778. Bourdois soutint sa première thèse le 11 février 1777. Le 6 mars suivant, Bourdois soutint la seconde, la « cardinale », sur une question d'hygiène. Il examina si pendant l'hiver il est dangereux de se tenir longtemps à l'ardeur d'un foyer ; et par des raisons tirées, soit des avantages du mouvement et de l'exercice en plein air, même à une très basse température, soit de l'expansion que donne au sang un air sec et chaud, et de la fâcheuse impression qu'un tel air produit sur les poumons en les dépouillant de l'humidité qui leur est nécessaire, Bourdois se déclare pour l'affirmative. Après ces deux premières thèses, de physiologie et d'hygiène, Bourdois soutint les deux dernières sur des points de pratique. L'une d'elles se rapportait à la petite vérole. Dans sa thèse, Bourdois proposa cette question : « Les bains tièdes conviennent-ils dans la variole ? » Il s'appuya pour l'affirmative sur les usages de certaines contrées, l'Allemagne, la Hongrie, l'île de Java, sur l'exemple des plus illustres praticiens, sur l'autorité des plus savantes écoles. Cette méthode, toutefois, ne saurait être absolue. Bourdois y met de justes limites. Auteur de ses trois premières thèses, Bourdois ne le fut pas de la quatrième. Composée en 1742 par Louis-René Dubois, elle avait été soutenue en 1774 par Sabatier ; elle le fut en 1778 par Bourdois. Les thèses de l'ancienne Faculté fourmillent de ces sortes de plagiats ou de ricochets. Quoi qu'il en soit, cette thèse de Bourdois avait pour texte un sujet mixte, une question médico-chirurgicale sur les tumeurs.
Promu au doctorat à vingt-quatre ans, Bourdois fut nommé médecin de la Charité et médecin des pauvres des paroisses de Saint-Sulpice et du Gros Caillou. Une grave maladie de poitrine, hémoptysie violente et réitérée, mit sa vie en danger et le contraignit à la retraite. Il dirigea lui-même les soins que sa position réclama et fut son propre sauveur.
Il fut nommé parmi les docteurs régents de la faculté de médecine. 

### Médecin du Comte de Provence
Cependant ses lumières, son esprit, sa politesse, le firent connaître d'un prince de la famille royale ; Monsieur, frère du roi, et depuis Louis XVIII, en l'attachant à sa personne, en 1779, le nomma d'abord médecin du palais du Luxembourg et du château de Brunoy, et créa pour lui la place d'intendant de son cabinet de physique et d'histoire naturelle. Monsieur faisait pour Bourdois ce que le duc d'Orléans avait fait pour Berthollet.
À trente ans, sa réputation était faite : il avait ses appartements au Palais du Luxembourg où il était médecin du comte de Provence.
À la mort de son père, en 1785, Bourdois hérita d’une maison située 20, rue Saint-Jacques, à Joigny. Il était également franc-maçon, membre de la loge maçonnique « L’Aigle de Saint-Jean à l’Orient », à Joigny ; vénérable en 1790.
En 1788, la tante du roi Louis XVI, Madame Victoire, nomma Bourdois son premier médecin, en survivance de Malouet. En 1791, la princesse étant obligée de fuir en Italie ; Bourdois voulut partager son exil, mais le vieux docteur Malouet lui fut préféré en faveur de son grand âge.
Sous l'orage révolutionnaire de la Terreur, malgré ses titres d'officier de santé des indigents de la section des Tuileries et de commissaire au salpêtre, Bourdois, homme de l'ancienne cour, fut déclaré suspect en 1793 et jeté dans les cachots de la Force. L'émigration de ses frères émigrés dont l’un était aide de camp du général Dumouriez fut aussi l'une des causes de son emprisonnement. Grâce à l'intrépide dévouement et aux démarches de sa femme, Marie d'Hermaud, et à l'appui de Dubois, chirurgien membre du conseil de santé des armées, Bourdois obtint avec sa liberté son brevet de médecin en chef de l'armée des Alpes, le 21 fructidor an II (7 septembre 1794). Il fut proposé comme médecin en chef de l’aile droite (de Menton (Alpes-Maritimes) à Savone), en remplacement de Desgenettes nommé à l’expédition maritime destinée à reconquérir la Corse tombée au pouvoir des Anglais.

### Médecin en chef de l'armée des Alpes
Bourdois de Lamotte se rendit à son poste ; et voilà le paisible praticien du faubourg Saint-Germain aux prises avec une tâche toute nouvelle pour lui : le voilà transporté au milieu des glaciers inaccessibles, obligé de lutter à la fois contre les éléments et contre une terrible épidémie qui décimait les troupes
À son arrivée, il voit l'armée entière en proie à un typhus qui n'épargnait personne. Soldats, médecins, chirurgiens, infirmiers, tout périssait. Les morts sans sépulture pourrissaient dans les salles. En présence d'une situation si désastreuse, Bourdois, de concert avec Turreau de Linières, représentant du peuple qui l’avait pourtant dénoncé comme suspect en signalant l’émigration de ses deux frères, fit enterrer profondément les cadavres ; il fit transporter les malades dans des tentes en plein air dressées au préalable ; il fait nettoyer, purifier, laver, ventiler les hôpitaux, les casernes, les effets, les équipages ; présida à tout et conduit tout avec une activité infatigable. Le médecin parvint à relever le moral des soldats abattus, et créa de trois lieues en trois lieues des ambulances pour faciliter les transports, fit évacuer les malades au-delà du Var, et parvint à munir tous les établissements sanitaires des fournitures indispensables à la régularité du service médical. Les couvents, les églises, les châteaux furent transformés en hospices où l'on soigna les moribonds dévorés par le typhus et la gangrène. Ces mesures, promptement exécutées à travers des obstacles sans nombre, ramenèrent la vie et la santé dans l'armée et au bout d'un mois le mal cessa.
Malade à son tour, il rentre à Paris et se voit de nouveau menacé d’arrestation par le Directoire. Il est sauvé cette fois par Talleyrand.
Bourdois aimait à raconter ses premières relations avec un jeune général qui commandait alors l'artillerie de l'armée des Alpes : figure rêveuse et pâle, c'était le général Bonaparte.
Ces deux hommes avaient de l'affinité l'un pour l'autre ; ils étaient un sujet d'études réciproques.
Bourdois, qui avait été nommé entre-temps médecin en chef de l’armée des côtes de Cherbourg, avait donné sa démission pour raison de santé. Il est licencié, le 13 octobre 1795. Ayant sollicité un emploi qu’on avait pu lui donner à Paris, Bourdois fut rappelé par Bonaparte, comme Médecin en chef de l’armée de l'Intérieur, à Paris, le 26 octobre 1795, avec Verger, chirurgien en chef de l’armée de Sambre-et-Meuse, et Flammand, pharmacien en chef de l’armée des Pyrénées-Orientales.
Les rapports de Bonaparte et de Bourdois furent excellents et le général en chef de l’armée d’Italie, soutint fermement son médecin auprès de Aubert-Dubayet, ministre de la guerre.

Dans leur causerie familière pendant les promenades du soir, où l'un répandait sa douce mélancolie sur les ruines du passe, où l'autre comprimait à peine ses ardentes aspirations vers l'avenir, Bonaparte conduisait souvent son ami dans un vallon solitaire, près d'une vieille tour démembrée, au pied de laquelle passait un torrent rapide ; et comme Bourdois semblait un jour surpris de la préférence que le général témoignait pour cet endroit sauvage : 

« C'est ici, lui dit ce dernier, que César a franchi le Rubicon ! »

Ils étaient l'un et l'autre à Paris, dans les orages qui préparaient le 13 vendémiaire, lorsque la Convention nationale mit dans les mains de Bonaparte les armes qui la firent triompher. Bourdois demeurait alors dans la rue Saint-Honoré. Le lendemain de la triste victoire dont cette rue fut le théâtre, le vainqueur, inquiet sur le sort de Bourdois, envoya savoir de ses nouvelles. Cette marque d'intérêt rendit leur liaison encore plus intime. Général de l'armée de l'Intérieur, et bientôt après de l'armée d'Italie, Bonaparte propose à Bourdois de le suivre, avec le titre de médecin en chef.

On déjeunait alors à Paris dans la maison de la rue Chantereine ; Bonaparte venait de recevoir sa commission de général en chef de l'armée d'Italie : 

« Vous êtes des nôtres, j'espère ! dit-il en s'adressant à Bourdois »

.

Accepter, c'était quitter Paris, abandonner ses affaires, se séparer d'une femme souffrante et à laquelle il devait tout ; c'était se livrer aux chances d'une guerre que le génie pouvait rendre glorieuse, que la jeunesse et l'audace pouvaient rendre funeste : c'était trop demander à Bourdois. Celui-ci répond avec embarras, balbutie quelques excuses : son épouse est souffrante ; elle s'est dévouée pour lui pendant la Terreur, il doit à son tour se dévouer pour elle... 

« N'en parlons plus ! interrompt le général, dans le cœur duquel bouillonnent déjà tous les bruits de sa gloire, et qui ne savait pas comprendre l'indifférence ou la tiédeur. »

Ni à son retour de l'Italie, ni à son retour de l'Égypte, Bonaparte ne voulut revoir Bourdois. À dater de ce jour, leurs rapports affectueux avaient cessé, et ce, pendant plus de quinze années. 

### Médecin du Roi de Rome et du Prince de Bénévent
Tandis que le général faisait retentir son nom sur les champs de bataille, le praticien modeste retrouvait ses habitudes paisibles. Bourdois, malgré ses antécédents monarchiques, fut bientôt recherché par ce qu'il y avait de plus notable dans le Paris du Directoire.
En 1805, le préfet de la Seine, Frochot, le pria d'accepter pour le département de la Seine les fonctions de médecin en chef des épidémies, appelé à conjurer les violentes épidémies qui désolèrent, pendant plusieurs années de suite, les environs de la capitale : il avait alors sous sa direction les docteurs Caillard, Blancheton, Pariset, Marc, Serres, L'Herminier, tous praticiens devenus célèbres à des titres divers.
En 1811, il devient conseiller de l'Université.
Enfin, en 1811, l'Empereur lui-même lui assigne son poste le plus glorieux ; il est médecin du roi de Rome ! Le chef tout-puissant de l'Empire, sur les conseils de Corvisart (l'ancien ami d'école et de mansarde) devenu premier médecin de l'Empereur, voulut bien oublier les griefs du général de l'armée d'Italie.

« Sire, avait dit Corvisart, sacrifiez vos répugnances à l'intérêt de votre fils ; c'est à Bourdois qu'il faut confier une tête si précieuse ! »

Et quelques heures plus tard, Bourdois s'entendait dire au palais des Tuileries :

« Vous êtes le médecin de mon fils ! Je ne puis vous donner une plus grande marque de confiance ; oubliez le passé comme je l'oublie moi-même ! »

On comprend de quel éclat nouveau s'illumina la réputation déjà brillante de Bourdois : on vit de grands personnages employer toutes les ressources de la diplomatie pour devenir ses malades. Bourdois fut aussi médecin du collège des princes que l'on fondait à Meudon : il y obtint un appartement dans le château) et une voiture à ses ordres. Médecin consultant de l'Empereur, ce dernier le créa chevalier de l'Empire, puis baron de l'Empire, titre que la modestie du médecin refusa toujours de porter, et dont il n'avait pas voulu faire enregistrer le brevet.
Tandis que Bourdois donnait les soins les plus éclairés et les plus tendres au roi de Rome, Corvisart arriva un jour au palais des Tuileries et témoigna son mécontentement sur la manière dont on gouvernait l'enfant impérial. Il invita brusquement  Mme de Montesquiou, Louise Charlotte Françoise Le Tellier, gouvernante du roi de Rome, à démailloter l'enfant pour s'assurer par lui-même si son médecin remplissait convenablement son devoir. Ce procédé d'une brutalité inexplicable, et que ne pouvait même justifier l'humeur fantasque et morose du médecin de l'empereur, fut très pénible au cœur de Bourdois qui sut pourtant se contenir, et n'en fit paraître aucun ressentiment.

Dix ans plus tard, Corvisart au lit de mort fit appeler son ancien ami :

« J'ai eu de grands torts envers vous, lui dit-il, et je n'ai pas voulu mourir sans vous en témoigner toute ma douleur et tous mes regrets. »

« Ne parlons pas de cela, interrompit Bourdois, je ne me souviens plus ; occupons-nous de vous seul ! »

 Et il lui prodiguait ces encouragements, ces consolations dont son âme pénétrée avait si bien le secret.
Le prince de Bénévent l'avait fait son médecin et son ami, et à ce dernier titre il était initié aux mystères de ce cabinet noir où s'agitaient toutes les destinées de l'Europe. Talleyrand qui se moquait de tout le monde, même de ses amis, donnait une juste idée de l'allure grave et sévère de son docteur quand il disait : 
« Il vient chez moi deux hommes sur le compte desquels on se trompe toujours, Cobentzel qu'on prend pour mon médecin, et Bourdois pour un ambassadeur ! »
Cependant il entourait l'enfant impérial de toutes ses tendresses et de toutes ses sollicitudes. Lorsque l'Empire s'effondra une première fois, il suivit jusqu'à Blois l'Impératrice Marie-Louise et son fils.
Ils ne devaient plus se revoir, et lorsqu'en 1832, les feuilles de Vienne apportaient le récit de la longue agonie du jeune martyr, Bourdois, malgré son grand âge, voulait se rendre auprès de lui, pour l'assister au nom de la France à ses moments suprêmes. Le pouvoir d'alors lui refusa son approbation.

### Médecin consultant de Louis XVIII et Charles X
Sous la Restauration française, la situation de Bourdois eut moins d'éclat, mais elle eut la même dignité. Après la chute de l'Empire, Bourdois continua l'exercice de la médecine ; sa clientèle, pour avoir subi quelques modifications par le déplacement d'un grand nombre d'hommes, n'en fut ni moins considérable, ni moins distinguée. Il fut médecin du département des affaires étrangères où son expérience éclaira les hautes questions sanitaires qui intéressaient la marine et les colonies.
Il fut médecin consultant de Louis XVIII, puis de Charles X qui voulut se l'attacher comme premier médecin, quand la Révolution de Juillet éclata.
Lors de la formation de l'Académie de médecine, il y fut admis l'un des premiers et eut l'honneur d'être son président à plusieurs reprises. Il se faisait un devoir d'assister régulièrement aux séances, où sa parole digne et respectée apportait souvent la lumière.
Vers la fin de la Restauration, devenu presque octogénaire, il sentit le besoin du repos. Il passa ses dernières années dans l'intime familiarité de quelques amis, tels que MM. Collot, Isabey, Ciceri, Auvity, Chauveau-Lagarde. Il passait une partie de la belle saison dans son château de Marnes. La duchesse d'Angoulême, dont la propriété était contiguë à la sienne, avait une clef pour pénétrer dans le parc de Marnes, et venait souvent surprendre le vieux docteur au milieu de ses plus doux loisirs. C'est là qu'elle s'entretenait avec lui de ses premières années.
La poésie charmait aussi parfois sa vieillesse : il avait composé sur sa maison de campagne des vers remarquables par une simplicité facile : une aimable philosophie. On a trouvé de lui quelques chansons dédiées à ses bons amis. Parmi ses clients se trouvait Désaugiers qui dut plusieurs fois la vie à ses soins attentifs, et qui a laissé dans son recueil des couplets pleins d'un joyeux entrain et d'une vive reconnaissance pour son excellent docteur.
Marie d'Hermaud, son épouse, qui avait partagé ses périls aux jours de la Terreur, qui s'était associée à tous ses succès par sa noble intelligence et son inviolable attachement, fut frappée d'une maladie cérébrale, et tomba dans un état complet de démence.
En 1835, Bourdois fut chargé par l'Académie de Médecine de lui faire un rapport sur les titres de Corvisart à l'honneur d'avoir son buste placé dans la salle des séances. Il accepta cette mission qui lui sembla douce comme les souvenirs de l'amitié, grande comme la voix de la justice. Ce fut le dernier effort, la dernière préoccupation du vieillard octogénaire. Son travail, remarquable par la finesse des aperçus, la hauteur des considérations, le piquant des anecdotes, eut un beau succès dans le monde médical ; il fit sentir plus profondément ce que l'on perdait à l'indifférence de Bourdois pour la gloire littéraire.
Bourdois jouissait d'une belle santé. Malgré son grand âge, il avait conservé toute la rectitude de sa taille imposante, toute sa force morale, et une grande vigueur corporelle. Ces amis se flattaient de le conserver longtemps encore, quand un érysipèle gangreneux vint l'enlever en peu de jours.
Il mourut, sans postérité, le 7 décembre 1835, dans sa 82e année. À la nouvelle de sa mort, l'Académie de médecine suspendit ses travaux, et on remarque que cet honneur ne fut pas même rendu à Dupuytren qui succombait quelques mois auparavant.
L'éloge de Bourdois fut prononcé par Pariset, secrétaire perpétuel de l'Académie de médecine.

### Vie familiale
Edme Joachim Bourdois de la Motte était le fils du légitime mariage de Edme Joachim Bourdois de Champfort (14 mai 1721 - Joigny ✝ 1785 - Joigny), docteur en médecine, et de Edmée Moreau, fille d’Edme Moreau, notaire au comté de Joigny. Marié en 1788 à Marie Geneviève d’Hermand de Cléry, Bourdois de la Motte n'eut pas d'héritiers mâles.

## Publications
- Edme Joachim Bourdois de la Motte, An diù focis ardentibus assidere, malum ?, 1777, 4 p..

- Edme Joachim Bourdois de la Motte, An color sanguinis à vi vitæ ?, 1777, 8 p..

- Louis Charles Henri Macquart et Edme Joachim Bourdois de la Motte, Quaestio medico-chirurgica : An in omni tumore ut plurimum sit tentanda resolutio ?, Typis Quillau, 1778, 4 p..

- Jean-Jacques Delaporte et Edme Joachim Bourdois de la Motte, Quaestio medico-chirurgica : An variolis balnea tepida ?, Typis Quillau, 1778, 8 p..

- Edme Joachim Bourdois de la Motte, An in omni tumore ut plurimum sit tentanda resolutio ?, 1778, 4 p..

- Eugène Clément Hellis, Edme Joachim Bourdois de la Motte, Jean Alexandre Le Jumeau de Kergaradec et François-Joseph Double, Clinique médicale de l'Hôtel-Dieu de Rouen : précédée du rapport fait à l'Académie nationale de médecine, Gabon, 1826, 270 p..

- Edme Joachim Bourdois de la Motte, Rapport sur les expériences magnétiques : faites par la Commission de l'Académie royale de médecine, lu dans les séances des 21 et 28 juin 1831, 80 p..
- On a de lui de nombreux rapports sur les épidémies, une grande quantité de consultations médicales et d'ouvertures cadavériques des plus grands personnages de l'époque.
- Traduction d'un mémoire espagnol sur la racine de ratanhia, végétal employé contre certaines hémorragies passives. Cette dissertation a été insérée dans le 15e volume du Journal de Médecine de Corvisart (1806).
- Nous retrouvons parmi les papiers de Bourdois les biographies de Galien, de Paracelse, de Lapeyronie, de Winslow et de Quesnay, articles concis, sagement élaborés, mais qui n'offrent rien de nouveau sur ces illustres médecins.

## Fonctions
- Médecin de la Charité des pauvres des paroisses de Saint-Sulpice et du Gros Caillou (1778) ;
- Docteur régent de la faculté de médecine ;
- Médecin du palais du Luxembourg et du château de Brunoy, intendant du cabinet de physique et d'histoire naturelle Monsieur, frère du roi, et futur Louis XVIII (1779) ;
- Premier médecin de Madame Victoire (1788) ;
- Officier de santé des indigents de la section des Tuileries et commissaire au salpêtre ;
- Médecin en chef de l'armée des Alpes (21 fructidor an II (7 septembre 1794)) ;
- Médecin en chef de l’armée des côtes de Cherbourg (démissionnaire pour raison de santé, il est licencié le 13 octobre 1795) ;
- Médecin en chef de l’armée de l'Intérieur (26 octobre 1795) ;
- Médecin en chef de la 17e division militaire (Paris) (cessa ses fonctions le 5 décembre 1796) ;
- Médecin en chef des épidémies pour le département de la Seine (1805) ;
- Inspecteur général de l’Université de France (1809), puis conseiller en 1811 ;
- Premier médecin du roi de Rome (1811) ;
- Médecin du collège des princes à Meudon ;
- Médecin en chef des trois premières légions de la garde nationale de Paris ;
- Médecin du prince de Bénévent ;
- Médecin du département des affaires étrangères (sous la Restauration)
- Médecin consultant des rois [Louis XVIII] et Charles X ;
- Membre puis président de l’Académie de médecine.

## Titres
- Chevalier de l'Empire (décret impérial et lettres patentes du 27 février 1812) ;
- Baron de l'Empire.
- Donataire (rente de 4 000 francs) en Illyrie, le 1er janvier 1812.

## Distinctions
- Chevalier de la Légion d'honneur (décret impérial du 29 décembre 1811).[réf. souhaitée]

## Honneurs, Mentions,etc.
- Un buste en plâtre de Bourdois fut donné à la bibliothèque de Joigny par Mme Jollois née Bourdois du Perchoir.

## Armoiries
| Figure | Blasonnement |
|        | Armes du Chevalier Bourdois de La Motte et de l'Empire « Parti, au 1, d'azur au portique ouvert à deux colonnes d'or, sommé d'une grue avec sa vigilance du même ; au 2, d'argent à trois barres d'azur ; champagne de gueules du tiers de l'écu chargée du signe des chevaliers légionnaires., » |